# Alfred Thielemann
Alfred Ludvig Ferdinand Thielemann (ur. 25 marca 1869 w Drammen, zm. 20 grudnia 1954 tamże) – norweski strzelec, olimpijczyk.
Uczestnik Letnich Igrzysk Olimpijskich 1912, na których wystartował w dwóch konkurencjach. Zajął 75. miejsce w karabinie wojskowym w dowolnej postawie z 600 m i 76. pozycję w karabinie wojskowym w trzech postawach z 300 m (startowało odpowiednio 85 i 91 strzelców).

## Wyniki

### Igrzyska olimpijskie
| Igrzyska       | Konkurencja                              | Wynik           | Miejsce | Źródło |
| -------------- | ---------------------------------------- | --------------- | ------- | ------ |
| Sztokholm 1912 | Karabin wojskowy, trzy postawy, 300 m    | 62 pkt. (32–30) | 76      | [ 1 ]  |
| Sztokholm 1912 | Karabin wojskowy, dowolna postawa, 600 m | 57 pkt.         | 75      | [ 2 ]  |